# 蘇世長
蘇世長（？—？），雍州武功县（今陝西西安）人，唐朝政治家，秦王府十八学士之一。

## 生平
其祖父蘇彤曾在北朝任直散騎常侍；其父蘇振則是北周宕州刺史。蘇世長幼年习读《孝经》、《論語》，学于虎門館。北周武帝曾對蘇世長作考核，曰：「《孝經》、《論語》何所言？」答：「《孝经》云：『为国者不敢侮于鳏寡。』《论语》云：『为政以德。』」獲武帝讚許。蘇振死後，袭爵為建威县侯。
隋朝建国后，为長安县令。大業末年，为都水少監、长江水運監督。618年，隋煬帝被宇文化及所殺，蘇世長为煬帝发喪慟哭。后为王世充属下太子太保、行台右僕射，和王弘烈、豆盧褒镇守襄陽。唐高祖李淵与豆盧褒有旧交，派遣使者劝其归順，豆盧褒殺使者以拒絶。
621年，唐軍平定洛陽，蘇世長、王弘烈归順唐朝。李淵处死豆盧褒、責备蘇世長。蘇世長垂頭謝罪，用管仲、雍齿的故事说明君主要有度量，李淵大笑赦免了蘇世長。蘇世長任玉山屯監。蘇世長又被为谏议大夫。歴任陝州長史、天策府軍諮祭酒，为秦王李世民属下学士。贞观初年、出使突厥，与頡利可汗争礼，不受赂遗，朝廷称之。後出任巴州刺史時，因翻船而溺死。
其子蘇良嗣，为武則天时代文昌左相、同鳳閣鸞台三品。

## 家族
- 八代祖：苏则，曹魏都亭侯、侍中
- 七代祖：苏愉
- 祖父：苏彤
- 伯父：苏雅
- 父亲：苏振
  - 子：苏某，有孙苏弁
  - 子：苏良嗣，武则天宰相，温国公
    - 孙：苏践言
      - 曾孙：苏务寂
      - 曾孙：苏务

    - 孙：苏践忠
      - 曾孙：苏彦伯，驸马，尚唐中宗女长宁公主

    - 孙：苏践义，崇光府录事参军
    - 孙：苏践节

## 传记资料
- 《旧唐書》卷七十五·列传第二十五·蘇世長传
- 《新唐書》卷一百三·列传第二十八·蘇世長传